# カピトリヌスの三神

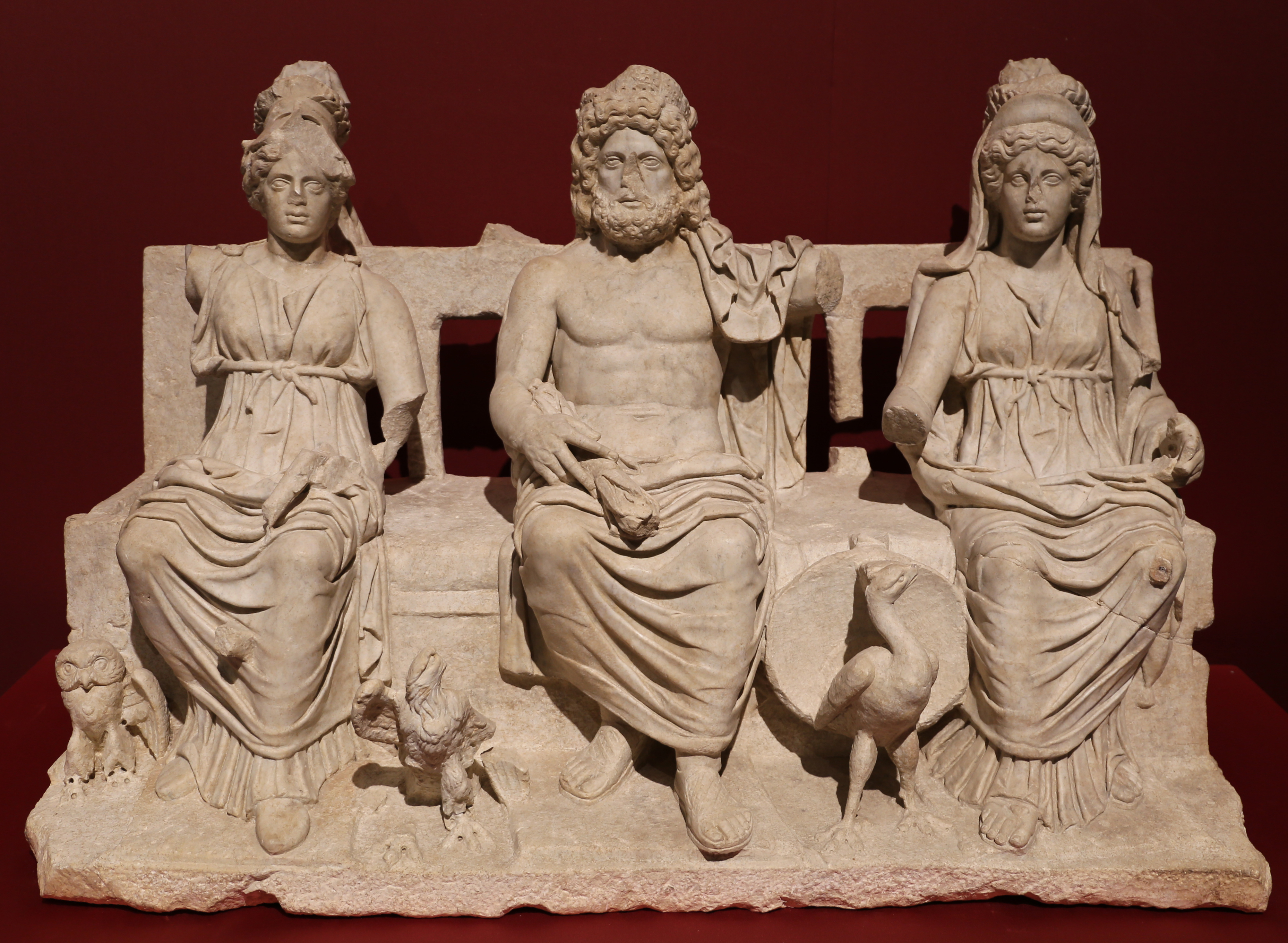
カピトリヌスの三神 – パレストリーナの博物館より

カピトリヌスの三神（Capitoline Triad）は、ローマ市のカピトーリウムの丘上のユピテル・オプティムス・マキシムス、ユーノー、ミネルウァ神殿（以降、ユピテル神殿）に祀られた三柱一組の国家神（ユーピテル・ユーノー・ミネルウァ）。

## 三神
カピトリヌスの三神とは、主神ユーピテルとその妻ユーノー、そしてその娘である知恵の女神ミネルウァである。男性神1柱と女性神2柱という組み合わせは古代印欧系神話においては極めて特殊で、エトルリア神話の主神ティニアとその妻ユニ、その娘で知恵の女神メンルヴァがもとになっていると考えられている。
古くはユーピテルとマールス、クゥイリーヌスが三神として信仰されていたが、ある頃からカピトリヌスの三神に信仰の対象が移り変わっていった。さらにキリスト教がローマの国教になると、カピトリヌスの三神はキリスト教の三位一体、すなわち父なる神、イエス・キリスト、聖霊に置き換えられた。

## カピトーリア
ユーピテル、ユーノー、ミネルウァに献じられた神殿は「カピトーリア」と呼ばれ、イタリアのみならず属州の丘や小高い場所に数多く建てられた。特にアウグストゥスに始まるユリウス＝クラウディウス朝期に建てられたものが多い。カピトーリアの多くは三重の内陣 (cella) を備えている。イタリアの外に作られたカピトーリアのうち最初期のものはエンポリオン (現在のスペイン・アンプリアス) に建てられたものである。オウィディウスによれば、同地にはテルミヌスの神殿もあり、境界標の神であるテルミヌスがその場を離れることを拒んだことから共に祀られるようになったという。
カピトーリウム (カピトーリアは複数形) という語はもとはローマの七丘の一つカピトリヌスの丘（現在のカンピドリオ）にあったユピテル神殿のことを指す語であったが、のちに広くカピトリヌスの三神に献じられた神殿のことを指すようになった。ユピテル神殿は共和政ローマが成立する前、王政ローマの最後の王ルキウス・タルクィニウス・スペルブスの治世に建てられたものである。カピトリヌスの三神は三柱一組とされてはいるが、それぞれ個別の内陣に祀られており、ユーノーは左、ミネルウァは右、ユーピテルは中央の内陣に鎮座する。神殿は基壇と4柱式のプロナオスを備えていた。
クイリナーレの丘にあったカピトーリウム・ウェトゥスもカピトリヌスの三神を祀っていたが、こちらの創建はユピテル神殿よりも古く、1世紀末の詩人マルティアリスの頃に至ってもローマのランドマークであった。